# Mouzeil
Mouzeil är en kommun i departementet Loire-Atlantique i regionen Pays de la Loire i nordvästra Frankrike. Kommunen ligger i kantonen Ligné som tillhör arrondissementet Ancenis. År 2022 hade Mouzeil 2 004 invånare.

## Befolkningsutveckling
Antalet invånare i kommunen Mouzeil
| Referens: INSEE |